# Куриграм (округ)
Куриграм (бенг. কুড়িগ্রাম জেলা, англ. Kurigram District) — округ на севере Бангладеш, в области Рангпур. Образован в 1984 году. Административный центр — город Куриграм. Площадь округа — 276 км². По данным переписи 2001 года население округа составляло 1 782 277 человек. Уровень грамотности взрослого населения составлял 22,3 %, что значительно ниже среднего уровня по Бангладеш (43,1 %). Религиозный состав населения: мусульмане — 91,65 %, индуисты — 7,7 %.

## Административно-территориальное деление
Округ состоит из 9 подокругов.
Подокруга (центр)
1. Куриграм-Садар (Куриграм)
2. Нагешвари (Нагешвари)
3. Бхурунгамари (Бхурунгамари)
4. Пхулбари (Пхулбари)
5. Раджархат (Раджархат)
6. Улипур (Улипур)
7. Чилмари (Чилмари)
8. Раумари (Раумари)
9. Чар-Раджибпур (Чар-Раджибпур)